# Khairagarh-Chhuikhadan-Gandai
Khairagarh-Chhuikhadan-Gandai ist ein Distrikt im indischen Bundesstaat Chhattisgarh.

## Geschichte
Der Distrikt wurde im September 2022 aus Teilen des Distrikts Rajnandgaon geschaffen. Die beiden im nördlichen Teil des Distrikts Rajnandgaon liegenden Subdistrikte Chhuikhadan (1342 km² mit 176.222 Einwohnern) und Khairagarh (991 km² mit 192.222 Einwohnern) spalteten sich ab und wurden zum neuen Distrikt.

## Geografie
Der Distrikt Khairagarh-Chhuikhadan-Gandai liegt im Westen von Chhattisgarh an der Grenze zum indischen Bundesstaat Madhya Pradesh. Der Distrikt grenzt im Norden an den Distrikt Kabirdham, im Osten an die Distrikte Bemetara und Durg, im Süden an den Distrikt Rajnandgaon sowie im Westen an Madhya Pradesh. Die Fläche des Distrikts Khairagarh-Chhuikhadan-Gandai beträgt 2333 km².

## Bevölkerung
Nach der Volkszählung 2011 hat der Distrikt Khairagarh-Chhuikhadan-Gandai 368.444 Einwohner. Bei 158 Einwohnern pro Quadratkilometer ist der Distrikt dicht besiedelt. Der Distrikt ist dennoch ländlich geprägt. Von den 368.444 Bewohnern wohnen 325.509 Personen (88,35 %) auf dem Land und 42.935 Menschen in städtischen Gemeinden.
Der Distrikt Khairagarh-Chhuikhadan-Gandai gehört zu den Gebieten Indiens, die stark von Angehörigen der „Stammesbevölkerung“ (scheduled tribes) besiedelt sind. Zu ihnen gehörten (2011) 50.801 Personen (13,85 Prozent der Distriktsbevölkerung). Es gibt zudem 40.119 Dalits (scheduled castes) (10,94 Prozent der Distriktsbevölkerung) im Distrikt.

### Bevölkerungsentwicklung
Wie überall in Indien wächst die Einwohnerzahl im Distrikt Khairagarh-Chhuikhadan-Gandai seit Jahrzehnten stark an. Eine Ausscheidung des heutigen Gebiets ist allerdings erst seit der Volkszählung 1991 möglich. Vorher gab es keine(n) Distrikt(e), die dem heutigen Gebiet entsprechen. Die Zunahme betrug in den Jahren 2001–2011 mehr als 24 Prozent (24,59 %). In diesen zehn Jahren nahm die Bevölkerung um beinahe 73.000 Menschen zu. Die Entwicklung verdeutlicht folgende Tabelle:

### Bedeutende Orte
Im Distrikt gibt es insgesamt laut der Volkszählung 2011 drei Orte, die als Städte (towns und notified towns) gelten. Darunter sind mit Khairagarh und Gandai allerdings nur zwei Orte, die mehr als 10.000 Einwohner zählen.

### Bevölkerung des Distrikts nach Geschlecht
Der Distrikt hatte 2011 – für Indien unüblich – mehr weibliche als männliche Einwohner. Allerdings war das Verhältnis beider Geschlechter viel ausgeglichener als in anderen Regionen Indiens. Von der gesamten Einwohnerschaft von 368.444 Personen waren 182.561 männlichen und 185.883 (50,45 Prozent der Bevölkerung) weiblichen Geschlechts. Bei den jüngsten Bewohnern (55.458 Personen unter 7 Jahren) sind allerdings 27.847 Personen (50,21 %) männlichen und 27.6111 Personen (49,79 %) weiblichen Geschlechts.

### Bevölkerung des Distrikts nach Sprachen
Die Bevölkerung des Distrikts ist sprachlich ziemlich einheitlich. Denn es sprechen 358.221 Personen (97,25 % der Bevölkerung) Hindi-Sprachen und Dialekte. Meistgesprochene Sprache ist Chhattisgarhi, eine Hindi-Sprache. Khari Boli/Hindi und Gondi sind bedeutende Minderheitssprachen im Distrikt. Die weitverbreitetsten Sprachen zeigt die folgende Tabelle:
| 2011                                   | 346.220 | 93,97 | 7761 | 2,11 | 10.947 | 2,97 | 708 | 0,19 | 883 | 0,24 | 368.444 | 100,00 % |
| Quelle: Ergebnis der Volkszählung 2011 |         |       |      |      |        |      |     |      |     |      |         |          |

### Bevölkerung des Distrikts nach Bekenntnissen
Fast alle im Distrikt lebenden Menschen sind Hindus. Eine religiöse Minderheit sind die herkömmlichen Glaubensgemeinschaften (Stammesreligionen), die im Subdistrikt Chhuikhadan mit 13.107 Angehörigen immerhin 7,44 % der Bevölkerung ausmachen. Die genaue religiöse Zusammensetzung der Bevölkerung zeigt folgende Tabelle:
| Jahr                                   | Buddhisten | Buddhisten | Christen | Christen | Hindus  | Hindus | Jainas | Jainas | Muslime | Muslime | Sikhs | Sikhs | Andere | Andere | keine Angaben | keine Angaben | Total   | Total    |
| Jahr                                   | Zahl       | %          | Zahl     | %        | Zahl    | %      | Zahl   | %      | Zahl    | %       | Zahl  | %     | Zahl   | %      | Zahl          | %             | Zahl    | %        |
| -------------------------------------- | ---------- | ---------- | -------- | -------- | ------- | ------ | ------ | ------ | ------- | ------- | ----- | ----- | ------ | ------ | ------------- | ------------- | ------- | -------- |
| 2011                                   | 1618       | 0,44       | 304      | 0,08     | 340.214 | 92,34  | 1496   | 0,41   | 4341    | 1,18    | 46    | 0,01  | 20.224 | 5,49   | 201           | 0,05          | 368.444 | 100,00 % |
| Quelle: Ergebnis der Volkszählung 2011 |            |            |          |          |         |        |        |        |         |         |       |       |        |        |               |               |         |          |

## Bildung
Dank bedeutender Anstrengungen steigt die Alphabetisierung. Sie ist indischer Durchschnitt. Typisch für indische Verhältnisse sind die starken Unterschiede zwischen den Geschlechtern sowie Stadt und Land.
| Alphabetisierung im Distrikt Khairagarh-Chhuikhadan-Gandai                   |                   |                   |
| Einheit                                                                      | Volkszählung 2011 | Volkszählung 2011 |
| Einheit                                                                      | Anzahl            | Anteil            |
| GESAMT                                                                       | 219.135           | 70,01 %           |
| Männer                                                                       | 124.460           | 80,45 %           |
| Frauen                                                                       | 94.675            | 59,82 %           |
| STADT GESAMT                                                                 | 29.057            | 77,72 %           |
| Stadt-Männer                                                                 | 15.935            | 85,60 %           |
| Stadt-Frauen                                                                 | 13.122            | 69,89 %           |
| LAND GESAMT                                                                  | 190.078           | 68,97 %           |
| Land-Männer                                                                  | 108.525           | 79,74 %           |
| Land-Frauen                                                                  | 81.553            | 58,46 %           |
| Quelle: Ergebnis der Volkszählung 2011, District Census Handbook, Tabelle 20 |                   |                   |

## Verwaltungsgliederung
Der Distrikt war bei der letzten Volkszählung 2011 in die beiden Tehsils (Talukas) Chhuikhadan und Kairagarh aufgeteilt und gehörte noch zum Distrikt Rajnandgaon in der Division Durg.